# Dariusz Zawadka
Dariusz Zawadka (ur. 23 stycznia 1967 w Garwolinie) – polski żołnierz, pułkownik rezerwy SZ RP. Od listopada 2013 do stycznia 2016 wiceprezes zarządu Przedsiębiorstwa Eksploatacji Rurociągów Naftowych (PERN) „Przyjaźń”.

## Życiorys
Od 1991 roku pełnił służbę w JW 2305, kolejno na stanowiskach: Operator Sekcji Bojowej, Zastępca i Dowódca Sekcji Bojowej, Zastępca Dowódcy Oddziału Bojowego i Zastępca Szefa Wydziału Szkolenia. W 2004 roku odszedł ze służby po kontuzji odniesionej w czasie skoku spadochronowego. Następnie pracował w sektorze prywatnym na stanowiskach kierowniczych i konsultingowo-doradczych. 24 lipca 2008 roku po powołaniu z rezerwy objął dowództwo JW 2305.
30 lipca 2010 roku podał się do dymisji, której powodem miał być zamiar obsadzenia stanowiska Dowódcy Wojsk Specjalnych przez płk. Piotra Patalonga.
W czasie swej służby pięciokrotnie uczestniczył w operacjach zagranicznych: na Haiti, Wschodniej Slawonii, dwukrotnie w Kosowie oraz w Iraku. Był również Oficerem Łącznikowym przy Dowództwie Centralnym USA (USCENTCOM).
Ukończył wiele zagranicznych i krajowych kursów specjalistycznych, w tym Taktyczny Kurs Antyterrorystyczny (1991), Kurs Skoczka Spadochronowego w Oleśnicy (1993), kurs języka angielskiego w Eastbourne (Anglia), kurs obsługi i konserwacji uzbrojenia komandosów w Palm Beach (1998), specjalistyczny kurs języka angielskiego, kurs spadochronowy „Airborne” i kurs taktycznego naprowadzania statków powietrznych, i przygotowania lądowisk „Pathfinder” w Lackland Fort Benning (2000). Kształcił się w Wyższej Szkole Policji w Szczytnie, Akademii Obrony Narodowej, Canadian International Management Institute Harvard Business School – Management oraz Szkole Wyższej im. Pawła Włodkowica w Płocku – Instytut Kształcenia Podyplomowego – Ochrona Informacji Niejawnych i Prawnie Chronionych. Absolwent Advanced Management Program (AMP) na IESE Business School (2014).
Nagrano go podczas rozmowy o przestępstwach skarbowych, będącej częścią afery podsłuchowej, w której uczestniczyli Sławomir Nowak i Andrzej Parafianowicz. 20 lipca 2020 roku Centralne Biuro Antykorupcyjne zatrzymało go pod zarzutem korupcji. 14 kwietnia 2022 roku Sąd Okręgowy w Warszawie uznał go za członka zorganizowanej grupy przestępczej Sławomira Nowaka, wskutek czego został skazany za korupcję i usłyszał wyrok 3 lat pozbawienia wolności w zawieszeniu na 5 lat oraz 60 tys. zł grzywny.

## Odznaczenia
2 kwietnia 1998 roku Prezydent RP Aleksander Kwaśniewski nadał mu Krzyż Zasługi za Dzielność za wykazanie szczególnej odwagi w czasie pełnienia misji pokojowej we Wschodniej Slawonii.